# Valentin Haüy
Pour les articles homonymes, voir Haüy.
Valentin Haüy (Haüy se prononce \a.y.i\, « A-U-I »), né le 13 novembre 1745 à Saint-Just-en-Chaussée et mort le 19 mars 1822 à Paris, est un pédagogue français. Il est l'un des premiers à s'intéresser au devenir socio-culturel des aveugles. Il fonde à Paris la première école pour aveugles, devenue depuis l'Institut national des jeunes aveugles. Il met également au point leur matériel de lecture et s'attache à promouvoir leur insertion par le travail.

## Biographie

### Enfance et formation
Valentin Haüy naquit le 13 novembre 1745 dans une famille de tisserands de Saint-Just-en-Chaussée (Picardie). Il est le frère du minéralogiste René Just Haüy.
Il fit des études classiques à Paris, où il acquit la pratique du latin, du grec, de l'hébreu, et d'une dizaine de langues vivantes, devenant ainsi hyperpolyglotte. Il gagna dès lors sa vie en traduisant des documents officiels, notariés, commerciaux ou privés. Membre et professeur du Bureau académique d'écriture en 1781, il devint interprète du roi en 1783 pour l'espagnol, l'italien et le portugais. En 1786, il se prévalait du titre d'Interprète du Roi, de l'Amirauté et de l'Hôtel de Ville. Il était membre du Bureau des Écritures.

### Naissance d'une vocation au service des aveugles
En 1771, il assista à une représentation donnée par de jeunes aveugles à la Foire de Saint Ovide place de la Concorde à Paris (alors place Louis XV). Il fut si choqué de l'accueil moqueur qui leur fut réservé qu'il décida de fonder une école, comme l'avait fait l'abbé de l'Épée pour les sourds-muets.
En mai 1784, sous le porche de l'église Saint-Germain-des-Prés, il rencontra un jeune mendiant aveugle, François Lesueur, à qui il fit l'aumône. Le jeune homme lui fit remarquer qu'il avait dû se tromper en lui donnant une pièce de trop grande valeur. Valentin Haüy comprit alors qu'à l'aide du seul toucher, le jeune aveugle avait été littéralement capable de "lire" sa pièce. Lesueur fut son premier élève.
Sa grande idée étant de faire lire les aveugles, il fit réaliser des caractères spéciaux : des lettres romaines de forme ordinaire mais de taille très supérieure, dont il se servit pour gaufrer des feuilles de papier cartonné. Avec cette méthode de lettres en relief, Lesueur apprit à lire, composa des phrases, acquit des rudiments d'orthographe, apprit les quatre opérations de base du calcul. Il fit de rapides progrès, et Haüy annonça le succès de son entreprise dès septembre 1784, dans le Journal de Paris, recevant ensuite des encouragements de l'Académie des sciences.
En 1783, une société philanthropique avait ouvert un atelier de filature pour une douzaine d'aveugles qu'elle avait pris en charge ; elle confia l'instruction de ses protégés à Valentin Haüy. En 1786, L'institution des Enfants Aveugles était née. Son but était d'instruire les élèves et de leur apprendre un travail manuel : filature, impression typographique… Consécration suprême, le 26 décembre 1786, Valentin Haüy présenta à Versailles les vingt-quatre pensionnaires que comptait alors l'institution.

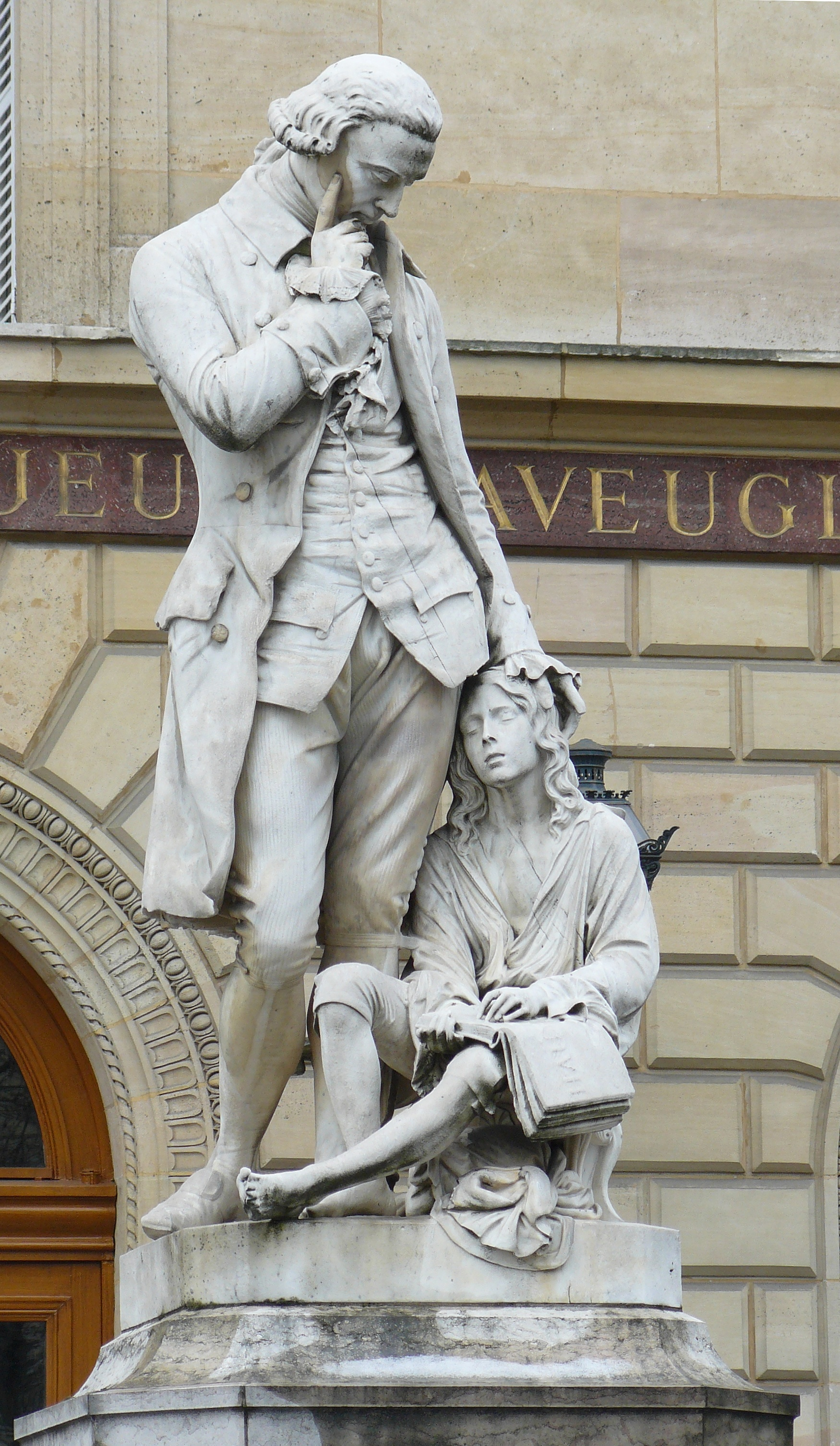
Sa statue à l'Institut des jeunes aveugles, sculpture de Badiou de la Tronchère.

### L'Institut national des jeunes aveugles
Sous la Révolution, l'institution fut prise en charge par l'État, le 28 septembre 1791 : l'institution devint l'Institut national des aveugles travailleurs, installé dans l'ancien couvent des Célestins, dans la section de l'Arsenal, puis, en l'an III, dans l'ancien couvent des religieuses Sainte-Catherine, rue Denis, dans la section des Lombards.

### Un citoyen engagé pendant la Révolution française
Valentin Haüy participa activement à la vie politique de son temps, et connut des heures difficiles sous le Consulat. Personnalité de la section de l'arsenal sous la Révolution, il associa les élèves et l'orchestre de l'école aux fêtes civiques et fut successivement secrétaire de l'assemblée primaire lors des élections de 1792, commissaire civil puis commissaire révolutionnaire.
Arrêté comme terroriste le 5 prairial an III, après l'insurrection du 1er prairial, il fut libéré le 11 par le Comité de sûreté générale, arrêté de nouveau le 20 par l'assemblée générale, arrestation confirmée le 30 par le Comité de sûreté générale.
Libéré le 19 fructidor, il devint membre du club du Panthéon sous le Directoire. Il fut un des fondateurs du culte de la théophilanthropie. Électeur en l'an VI, il fut membre du cercle constitutionnel du 6e arrondissement de Paris, qui se réunissait à l'Institut des aveugles.

### Départ pour la Russie
Sous le Consulat, une liste du 17 nivôse an IX le signalait comme « terroriste ». À la même époque, on lui retira la direction effective de son établissement, réuni à l'hospice des Quinze-Vingts, et il dut démissionner en 1802.
À l'appel du tsar Alexandre Ier, il partit pour Saint-Pétersbourg en septembre 1806, afin d'y fonder une école qu'il devait diriger pendant onze ans.

### Retour en France
Rentré à Paris, où on l'avait presque oublié, en 1817, il connut de nouvelles déceptions. Ce n'est que quelques mois avant sa mort, qu'il reçut l'autorisation de pénétrer dans la maison qu'il avait fondée, et qui portait à présent le nom d'Institution royale des jeunes aveugles. Le 21 août 1821, une cérémonie solennelle fut organisée en son honneur.
Infirme, ne quittant plus le domicile qu'il partageait au Muséum avec son frère l'abbé René-Just Haüy, il meurt le 19 mars 1822. Il est inhumé au cimetière du Père-Lachaise, en compagnie de son frère.
Très influencé par les philosophes du XVIIIe siècle, il fut un des fondateurs du culte révolutionnaire de la Théophilanthropie.

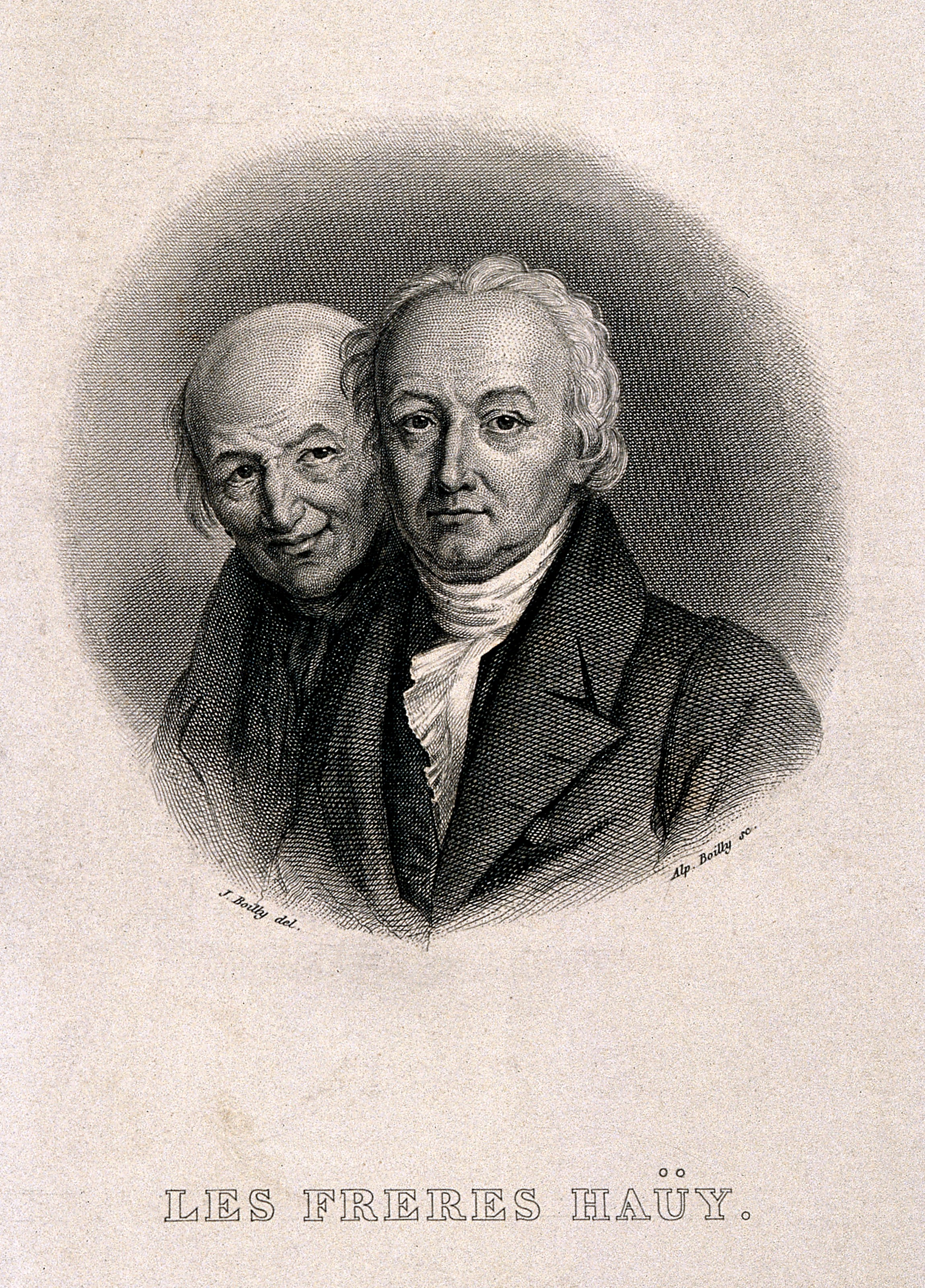
Frères Haüy, Valentin est devant. Gravure par Alphonse Boilly, d’après la peinture de Julien Léopold Boilly.
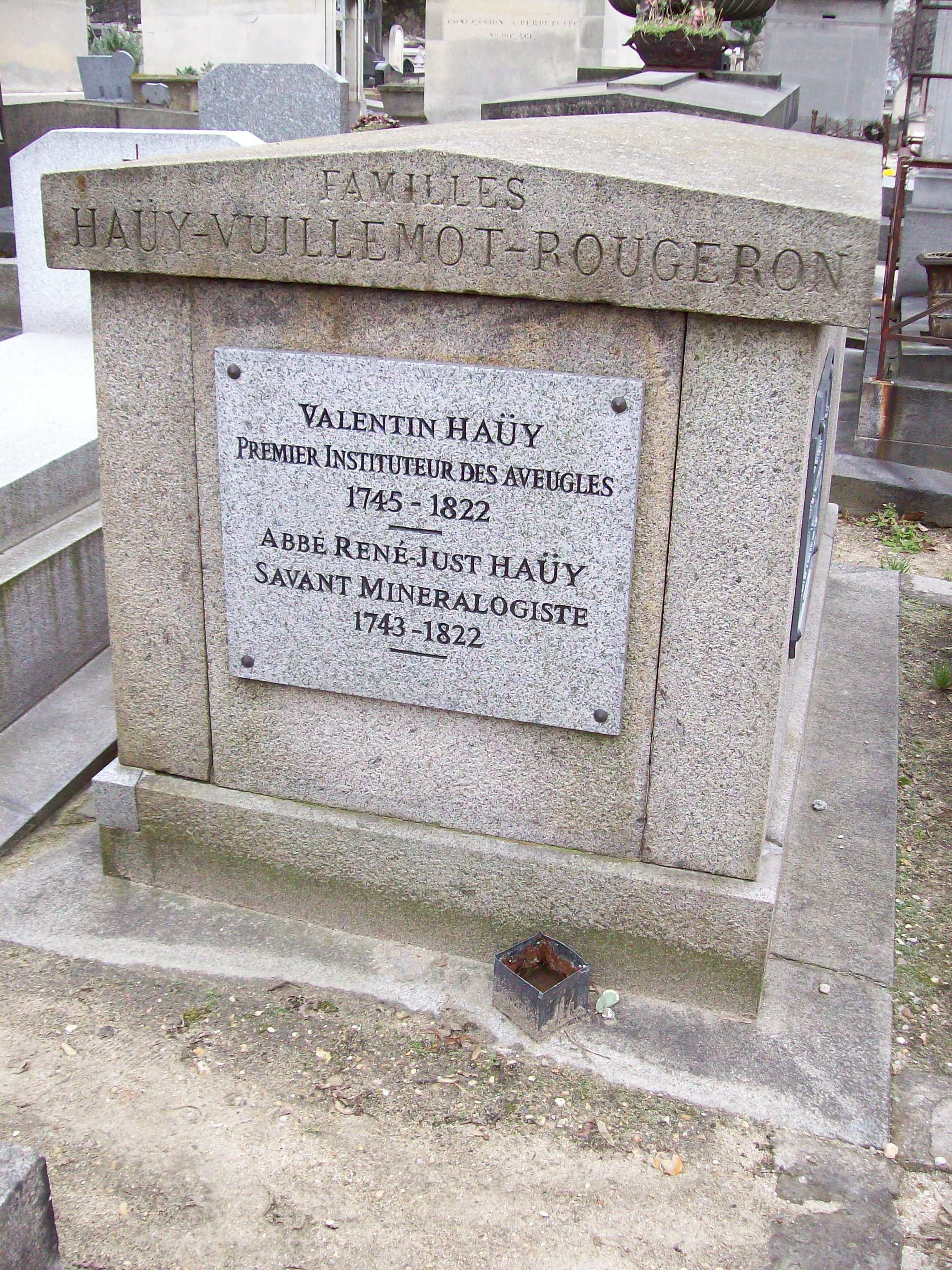
Sépulture de Valentin Haüy et de son frère, l'abbé René Just Haüy.
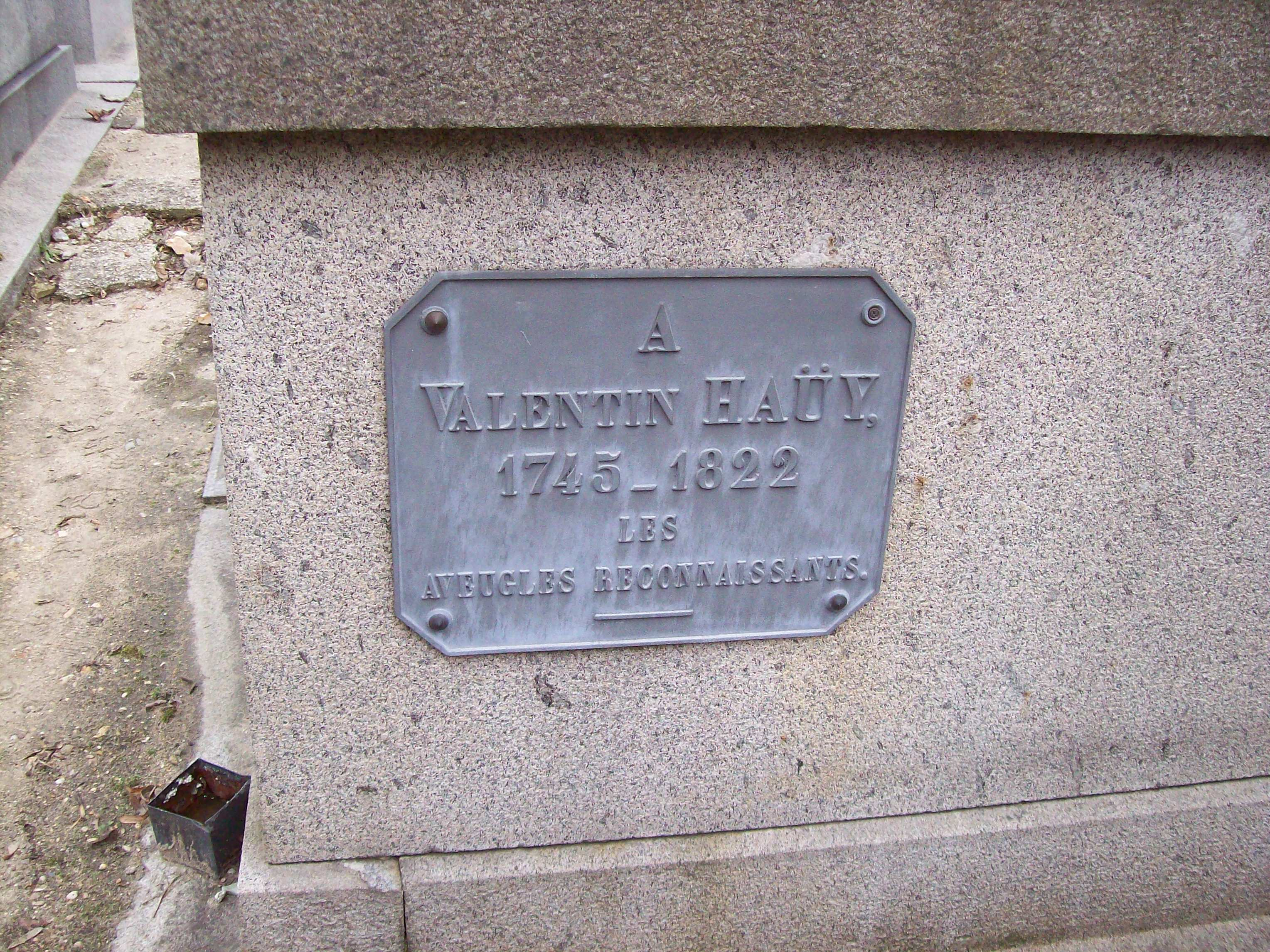
Plaque apposée sur la sépulture de Valentin Haüy, au cimetière du Père-Lachaise.

## Œuvres

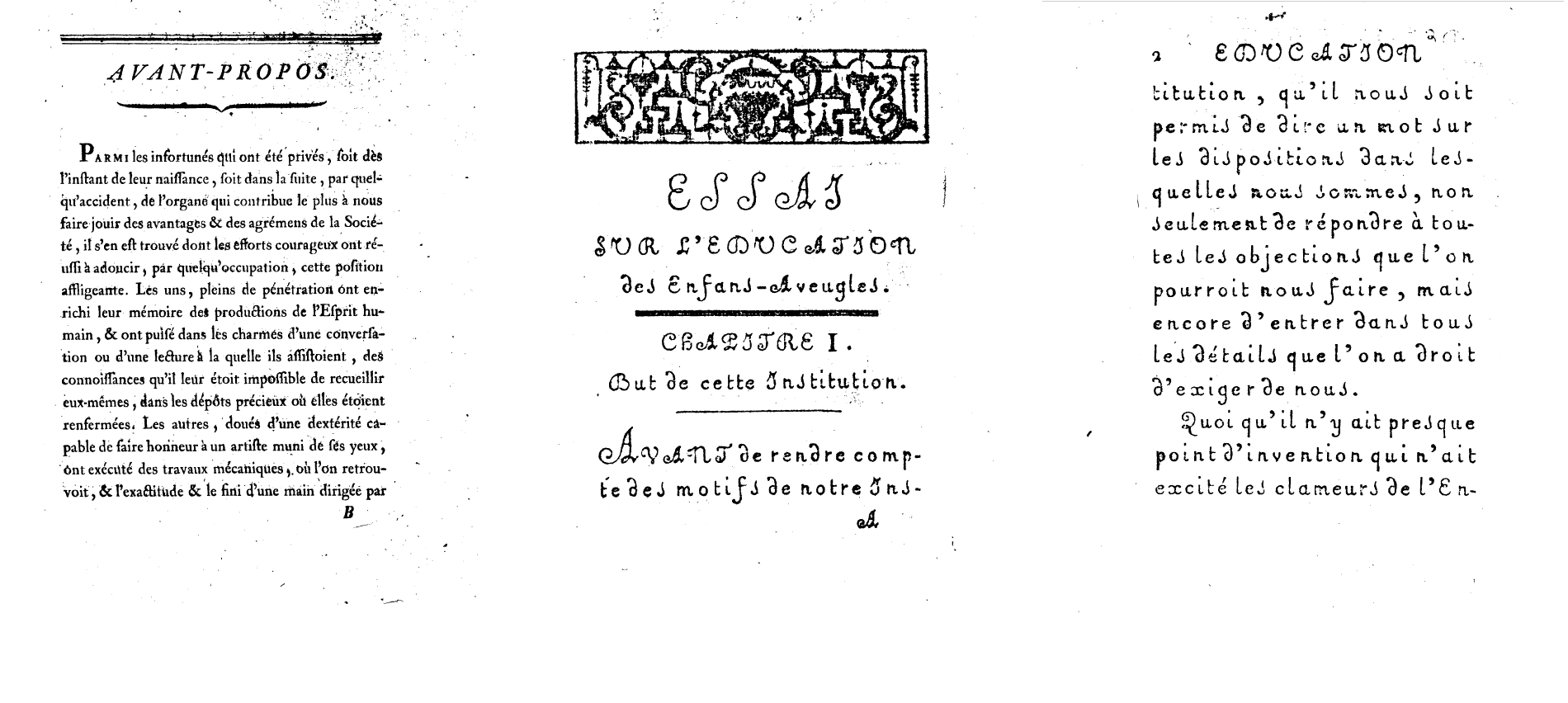
Montage montrant les pages V, 1 et 2 de l’Essai sur l'éducation des enfants aveugles, 1786. Les annexes utilisent une typographie commune à l'époque, mais le corps du traité utilise une fonte de caractères sans empattements inventée par les enfants aveugles afin d'être très lisible.

- Valentin Haüy, Nouveau syllabaire... manuel de l'élève [et manuel de l'instituteur], Paris, Institut national des aveugles travailleurs, an viii (1800)
- Valentin Haüy, Essai sur l'éducation des aveugles, ou Exposé de différens moyens... pour les mettre en état de lire, à l'aide du tact, d'imprimer des livres dans lesquels ils puissent prendre des connaissances de langues, d'histoire, de géographie, de musique, etc., Paris, Clousier, 1786, 161 p. (lire en ligne)

## Hommages
- A Paris :
  - Cimetière du Père-Lachaise : une plaque a été apposée sur sa sépulture, avec la dédicace : « À Valentin Haüy 1745-1822 Les Aveugles Reconnaissants. »
  - 15e arrondissement : une rue porte son nom, la rue Valentin-Haüy.
- A Amiens :
  - La Rue Valentin Haüy porte son nom
  - Un amphithéâtre de l’Université Picardie Jules-Verne porte son nom
- Angers,
- Bordeaux,
- Brest,
- Clermont-Ferrand,
- Niort,
- Poitiers,
- Saint-Étienne,
- Villeurbanne, une rue porte son nom.
- A Grenoble, une place porte son nom.
- A Caen, dans le quartier de Vaucelles, une impasse porte son nom.
- A Saint-Just-en-Chaussée, sa ville natale,
  - une école primaire un boulevard portent son nom.
  - place René-Benoist, devant la mairie, a été érigé un groupe sculpté le représentant avec son frère René Just Haüy. On peut voir Valentin Haüy en train d'éduquer un enfant aveugle. Sur le monument est inscrite cette dédicace : « La ville de Saint-Just-en-Chaussée à ses deux illustres enfants. Monument élevé par souscription. »

- Lorsque, en 1889, Maurice de La Sizeranne crée une association ayant pour vocation d’aider les aveugles et les malvoyants, il lui donne le nom d’Association Valentin Haüy.

- En 2012, une fondation destinée à soutenir des actions menées auprès des personnes déficientes visuelles est créée sous le nom de Valentin Haüy Fondation au service des aveugles et des malvoyants[2].
- Un timbre-poste à son effigie a été émis en France en 1959[3].